# Colegio Hebreo Monte Sinaí
El Colegio Hebreo Monte Sinaí A.C. (en hebreo: בית הספר העברי הר סיני) es una escuela de educación privada ubicada en la Ciudad de México. Fue establecido en el año 1943, ofrece educación básica desde preescolar hasta secundaria y educación media superior en modalidad bachillerato.

## Historia

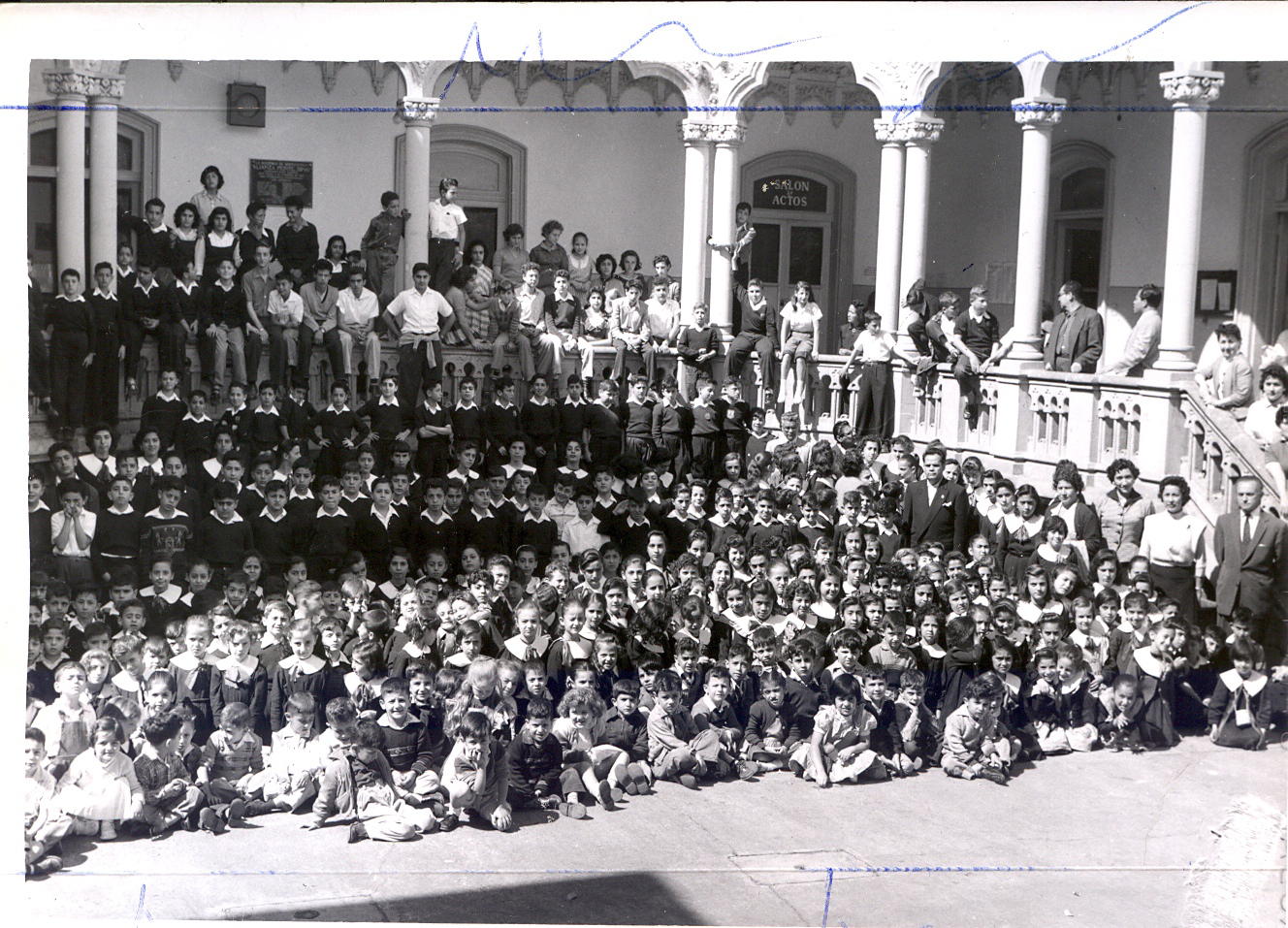
Alumnos y personal educativo en la fundación del colegio.

En 1942 un grupo de integrantes de la comunidad judía mexicana adquirió un edificio en la Colonia Roma de la Ciudad de México, el colegio fue inaugurado en esta ubicación en 1943, hoy las instalaciones son sede de la Universidad de la Comunicación. En el año 1966 un nuevo campus abrió en el municipio de Naucalpan en el Estado de México, la primera piedra fue puesta en el año 1965. En 1991 se colocó la primera piedra de un tercer campus, en la colonia Bosques de las Lomas, diseñado por el reconocido arquitecto Abraham Zabludovsky, mismo que fue inaugurado en el 8 de mayo de 1994 en una magna celebración comunitaria.  En el año 2010 el colegio obtuvo la certificación de bachillerato internacional por la International Baccalaureate Organization. Al ser el único colegio que forma parte de la Sociedad de Beneficencia Alianza Monte Sinai, la primera institución judía establecida en el país en 1912.
Entre sus egresados se encuentra el empresario mexicano-israelí Isaac Assa.